# Koji Tanaka
Koji Tanaka (田中 孝司 Tanaka Kōji?,  nacido el 2 de noviembre de 1955 en Urawa (actualmente Saitama), Saitama) es un exfutbolista japonés que se desempeñaba como centrocampista.
Tanaka jugó 20 veces y marcó 3 goles para la Selección de fútbol de Japón entre 1982 y 1984. Fue elegido para integrar la selección nacional de Japón para los Juegos Asiáticos de 1982.

## Trayectoria

### Clubes
| Club | País  | Año         |
| ---- | ----- | ----------- |
| NKK  | Japón | 1978 - 1988 |

### Selección nacional
| Selección | País  | Año         |
| --------- | ----- | ----------- |
| Absoluta  | Japón | 1982 - 1984 |

## Estadística de equipo nacional
| Selección de Japón | Selección de Japón | Selección de Japón |
| Año                | Part.              | Goles              |
| ------------------ | ------------------ | ------------------ |
| 1982               | 6                  | 0                  |
| 1983               | 8                  | 3                  |
| 1984               | 6                  | 0                  |
| Total              | 20                 | 3                  |

## Palmarés

### Títulos nacionales
| Título                   | Club         | País  | Año  |
| ------------------------ | ------------ | ----- | ---- |
| Copa Japan Soccer League | Nippon Kokan | Japón | 1980 |
| Copa Japan Soccer League | Nippon Kokan | Japón | 1987 |